# Pedro Molina Mazariegos

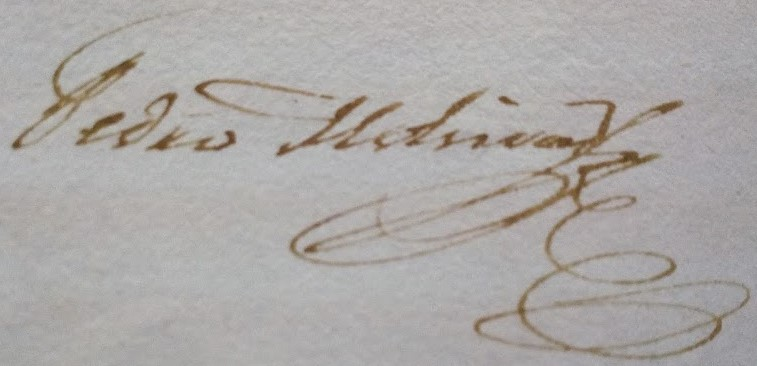
Firma de Pedro Molina Mazariegos

Pedro Molina Mazariegos (29 de abril de 1777 - 21 de septiembre de 1854) fue jefe del Estado guatemalteco desde agosto de 1829 a marzo de 1830. Es considerado uno de los iniciadores del pensamiento liberal en Guatemala.

## Biografía
De profesión médico, fungió como catedrático de la Real y Pontificia Universidad de San Carlos Borromeo en 1802. También practicó el periodismo al fundar el 24 de julio de 1820 el primer rotativo en Centroamérica  de iniciativa privada: El Editor Constitucional, después nombrado El Genio de la Libertad. Molina fue parte de la facción conocida como Los Cacos que apoyaban la independencia de las provincias centroamericanas. El día de la firma del acta, siendo él mismo uno de sus más fervientes partidarios, su esposa María Dolores Bedoya de Molina se encargó de agitar los ánimos de la gente en las afueras del Palacio Nacional de Guatemala. Una vez lograda la independencia, abogó por la unión de los pueblos del istmo.

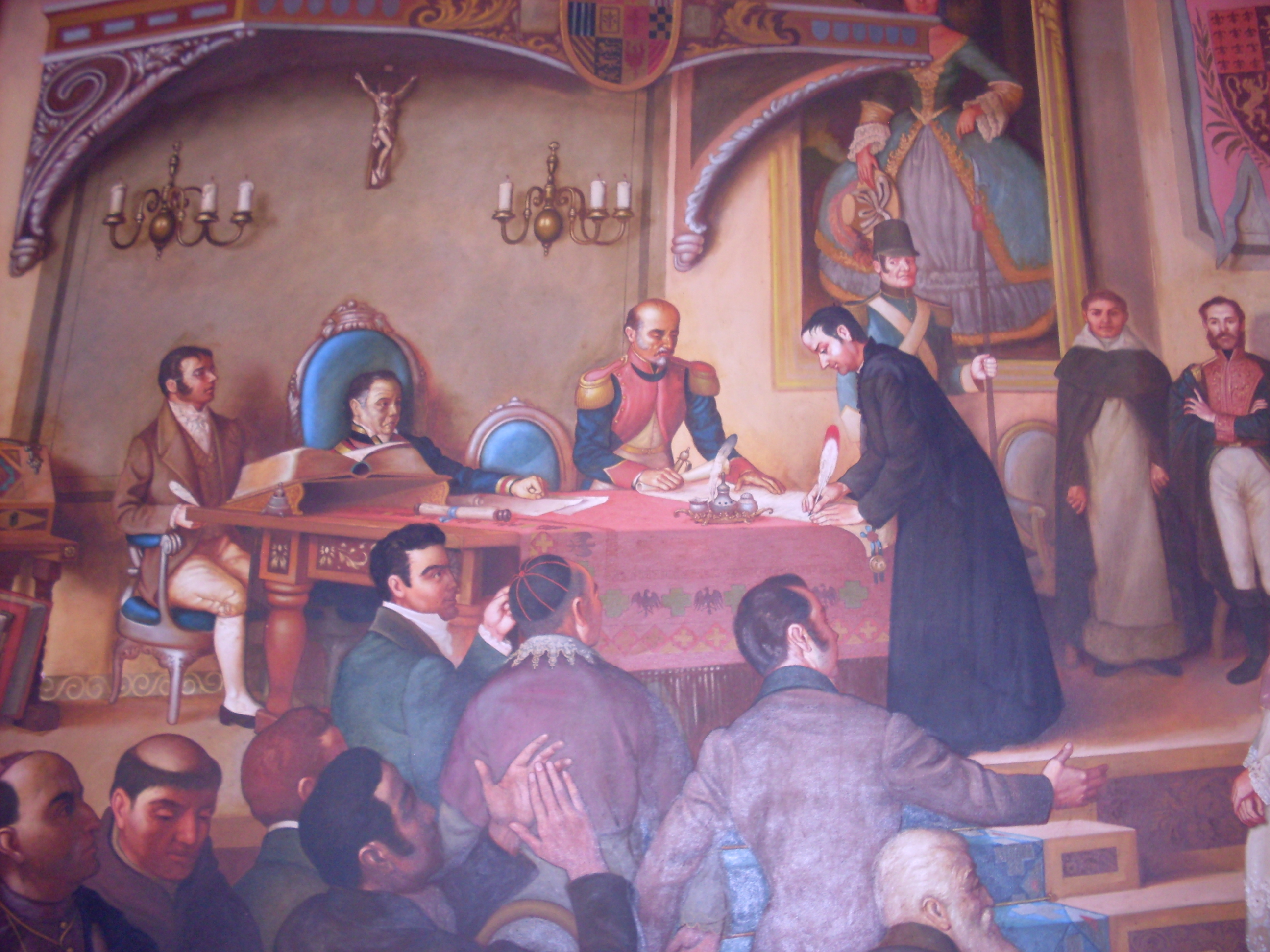
José Matías Delgado al momento de firmar el acta de independencia centroamericana, en una representación de la reunión del 15 de septiembre de 1821 del pintor chileno Luis Vergara Ahumada.

  En los años previos a la independencia de España, Molina se involucró cada vez más en la política. Con el tiempo llegó a liderar una improbable alianza de oligarcas conservadores y elementos de clase media. Nacida de la oposición al capitán general, José de Bustamante y Guerra, esta facción política más tarde se convirtió en la más radical de la época, instando activamente a la independencia. Molina no tenía vínculos estrechos con la oligarquía, pero era un representante ardiente y capaz de las clases profesionales criollas. La elite, especialmente la influyente familia Aycinena, apoyó a Molina, sólo porque el regreso al poder de los liberales españoles amenazaba su posición de prestigio y monopolio. Ambas facciones de la coalición, los profesionales y los aristócratas, vieron la oposición a sus sueños políticos como una conspiración de peninsulares.
La voz de este naciente partido político, conocido burlonamente por sus opositores como los cacos, era el periódico El Editor Constitucional, dirigido por Molina, quien también escribía la columna sobre educación física y moral. En vísperas de la independencia (14 de septiembre de 1821), Molina, un talentoso activista político y agitador, y el aristocrático Mariano Aycinena  (1789-1855) trabajaron toda la noche para asegurarse de que una turba se reuniera en el palacio a la mañana siguiente. Molina dispersó a sus partidarios por toda la ciudad de Guatemala para incitar a las masas a clamar por la independencia. Sin embargo, después de la independencia, la élite rompió su alianza con Molina y los liberales radicales y formó un partido verdaderamente conservador. 
Junto a los otros líderes liberales José Francisco Barrundia y José Francisco Córdova, se mostró férreo opositor de la anexión de las provincias centroamericanas al Imperio Mexicano, el cual fue apoyado por los conservadores guatemaltecos. }}El 1 de julio de 1823 fue elegido por la Asamblea Constituyente como Presidente del Triunvirato de las Provincias Unidas del Centro de América, en ausencia de Manuel José de Arce y Fagoaga. Asimismo, participó en la elaboración de las bases constitucionales de los estados centroamericanos junto a José Matías Delgado, Mariano Gálvez y José Francisco Barrundia publicadas en diciembre de 1823.No obstante, Molina continuó desempeñando un papel activo en la política y el gobierno. En 1825, como plenipotenciario en Bogotá, firmó el primer tratado celebrado por las recién creadas Provincias Unidas de Centroamérica, asegurando una alianza defensiva con Colombia. En 1826 ocupó otro cargo diplomático como uno de los representantes de la república centroamericana ante la Conferencia de Panamá convocada por Simón Bolívar. Después de la sangrienta guerra civil entre conservadores y liberales de 1826 a 1829, Molina fue elegido jefe del estado de Guatemala y casi de inmediato chocó con el gobierno federal, bajo el liderazgo de Francisco Morazán, por la cuestión de la reconstitución de la Ciudad de Guatemala como distrito federal. y sobre el proyecto de Molina de reformar la confederación. Molina favoreció el modelo de la república suiza, aboliendo la costosa maquinaria de un gobierno federal que a menudo estaba en conflicto con los diferentes estados. Pidió un congreso federal que ejercería poder únicamente en asuntos exteriores.

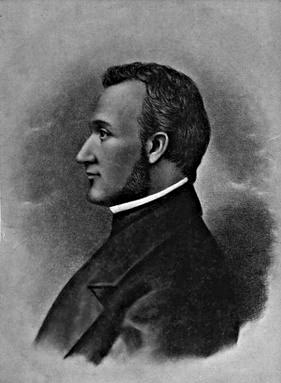
Francisco Morazán

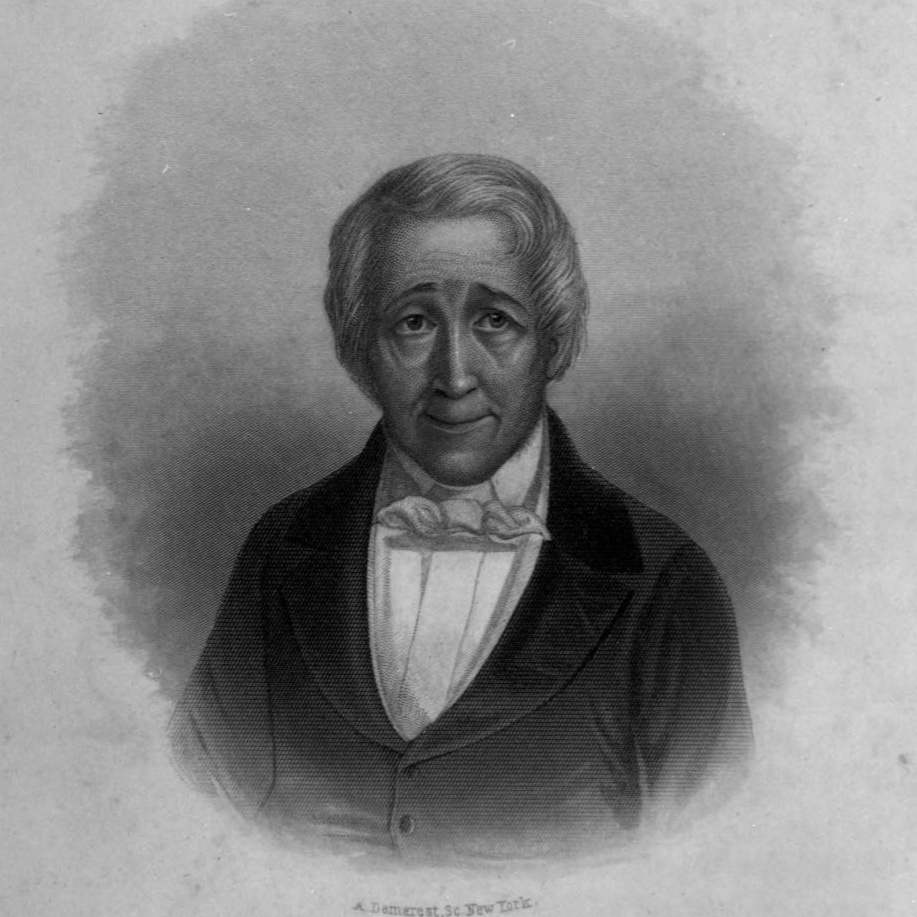
se adoptó oficialmente el sistema federal en Centroamérica. Es necesario destacar la influencia de tres guatemaltecos y un salvadoreño, principales autores de la Constitución: Pedro Molina, José F. Barrundia, Mariano Gálvez y José Matías Delgado.

Molina Mazariegos ejerció varios cargos diplomáticos:  firmó el primer tratado internacional de la República Federal de Centroamérica en 1825 con la Gran Colombia, asistió al Congreso de Panamá, y ocupó el cargo de ministro de Relaciones Exteriores en 1829. Por otro lado, tomó parte en la expulsión del religioso Ramón Casaus y Torres del territorio centroamericano. Para 1829 fue jefe de Estado de Guatemala y nuevamente ministro de Relaciones bajo la administración del presidente federal Francisco Morazán en 1831. 
Para 1833 Mariano Gálvez le nombró presidente de la Academia de Ciencias. Posteriormente, se desempeñó como diputado de la asamblea guatemalteca, y también la salvadoreña, en 1838 y 1840 respectivamente. Entre varios escritos colaboró en la redacción de Manual de Medicina y El Álbum,  por el que sufrió persecución. Asimismo, escribió El loco, publicado de manera póstuma. De acuerdo a una biografía: "una virtud sobresalía en Molina: la bondad del alma".
En 1842, cuando acompañaba a Morazán en su estadía en Costa Rica, Molina sufrió una de sus experiencias más dramáticas. Sucedió que su hijo, el teniente Manuel Ángel Molina, estaba comprometido con Josefa Elizondo a quien conoció en Guanacaste. Antes de la boda, la chica decidió romper el compromiso y escapó con otro sujeto. Molina hijo, exasperado, decidió proclamarse comandante general en Guanacaste y atacó el cuartel local provocando la muerte del comandante del puerto de Puntarenas y también de su rival de amores. Enterado Morazán, junto al embuste que el osado entregaría esa provincia a Nicaragua, ordenó fusilarle, muy a pesar de los ruegos de clemencia de su padre.Aunque menos influyente de lo que había sido durante las dos últimas décadas de su vida, Molina siguió siendo una fuerza política importante. Apoyó la administración liberal radical del jefe de estado guatemalteco Mariano Gálvez hasta que Gálvez formó una coalición con los conservadores en un esfuerzo por evitar una insurgencia popular. A partir de entonces, hasta el final de su vida, Molina escribió comentarios políticos, a menudo bajo el seudónimo de Liberato Cauto. Segun Lorenzo Montúfar